# Xenozoonosis
El término xenozoonosis (del griego ξένος -xenos: extranjero, del latín zoo: animal y del griego nosos: enfermedad) hace referencia a las enfermedades transmitidas por los animales a los humanos tras un trasplante de origen animal.
Podemos observar cómo, por ejemplo, los retrovirus porcinos infectan células animales in vitro o cómo, también, son vectores de transmisión de gripe aviar. Por ello, los cerdos dedicados al trasplante se tienen que criar en granjas asépticas y los partos realizarse por cesárea. Los cerdos poseen secuencias PERV (retrovirus porcino endógeno) en sus genomas. Gracias a la ingeniería genética y a la tecnología de la clonación de cerdos, en la actualidad se pueden criar sin portar la secuencia PERV y sin galactosil transferasa α 1-3.
Aunque se realiza un tratamiento inmunosupresor en pacientes receptores, la virosis constituye un problema intratable con antibióticos y siempre se mira con miedo de una posible pandemia.